# Mei Yiduo
Mei Yiduo (* 27. März 1991) ist eine ehemalige chinesische Leichtathletin, die sich auf den Siebenkampf spezialisiert hat.

## Sportliche Laufbahn
Ihren ersten internationalen Wettkampf bestritt Mei Yiduo im Jahr 2009, als sie bei den Asienmeisterschaften in Guangzhou mit 5640 Punkten auf Anhieb die Bronzemedaille im Siebenkampf hinter der Usbekin Yuliya Tarasova und Yuki Nakata aus Japan gewann. Im September 2013 bestritt sie ihren letzten offiziellen Wettkampf und beendete daraufhin ihre aktive sportliche Laufbahn im Alter von 22 Jahren.
2010 wurde Mei chinesische Meisterin im Siebenkampf.

## Persönliche Bestleistungen
- Siebenkampf: 5759 Punkte, 9. September 2011 in Hefei
  - Fünfkampf (Halle): 3751 Punkte, 14. März 2009 in Peking